# Reiter von Madara
Der Reiter von Madara ist ein frühmittelalterliches monumentales Felsrelief, das sich auf dem Felsenplateu Madara in der Nähe des Dorfes Madara im Nordosten Bulgariens unweit der ehemaligen bulgarischen Hauptstadt Pliska befindet. Das Relief war Teil der Hauptkultstätte des Ersten Bulgarischen Reiches und befindet sich an einer etwa 100 Meter hohen Klippe aus Sandstein. Es zeigt einen Reiter in einer Höhe von 23 Metern über dem Boden. Der Reiter wird mit einem Löwen zu seinen Füßen dargestellt, den er soeben getötet hat. Dabei wird er von einem Hund begleitet.
Das Flachrelief wird im Allgemeinen den Protobulgaren zugeschrieben, die in dieser Gegend siedelten, und auf den Anfang des 8. Jahrhunderts datiert. Andere Theorien sprechen von einem thrakischen Ursprung. 
Das Monument zählt seit 1979 zum Weltkulturerbe.

## Inschriften

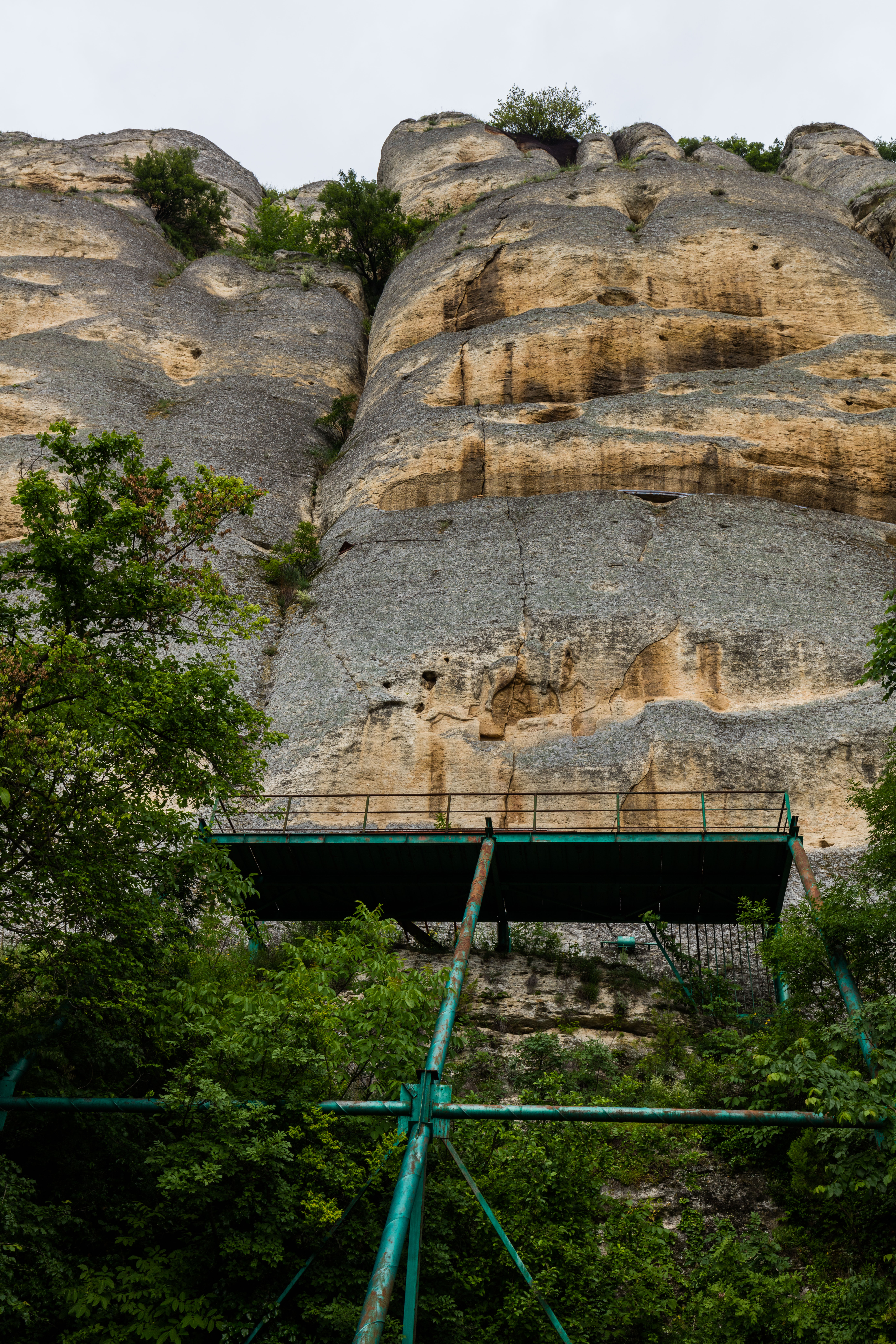
Gesamtsicht der Anlage

Auf beiden Seiten des Reliefs wurden drei fragmentarisch erhaltene mittelgriechische Inschriften gefunden, die als Inschrift Ι (a, b, c und d), Inschrift II (a und b) und Inschrift III gekennzeichnet wurden. Darin berichten Khane über ihre Feldzüge gegen das Byzantinische Reich. 
Die Inschrift „I c“ wurde von Vesselin Beschevliev gefunden. In dieser Inschrift beschreibt Khan Terwel seine Beziehungen zu den byzantinischen Kaisern und zu seinen Verwandten (Onkeln), die in der Nähe von Thessaloniki sesshaft sind. Dabei handelt es sich um den Onkel von Terwel, Khan Kuwer:
[…] den Bulgaren […] und kamen zu Terwel. Meine Onkel in der Region um Thessaloniki glaubten nicht dem Kaiser mit der abgeschnittenen Nase und gingen zurück nach Kisinas […] ein von seiner […] durch Vertrag der Herrscher Terwel gab dem Kaiser […] fünf Tausend […] der Kaiser siegte mit mir gut.

## Trivia
Bei einer Abstimmung des bulgarischen Fernsehens im Juni 2008 setzte sich der Reiter von Madara gegen weitere nationale Symbole als künftiges Zeichen der bulgarischen Euro-Münze durch. Nachdem Bulgarien gemeinsam mit Kroatien im Juli 2020 dem Wechselkursmechanismus II beigetreten ist, kann der Euro voraussichtlich 2026 in Bulgarien eingeführt werden.